# Chitrathagundu, Kudligi
Chitrathagundu là một làng thuộc tehsil Kudligi, huyện Bellary, bang Karnataka, Ấn Độ.